# Anton Krautheimer

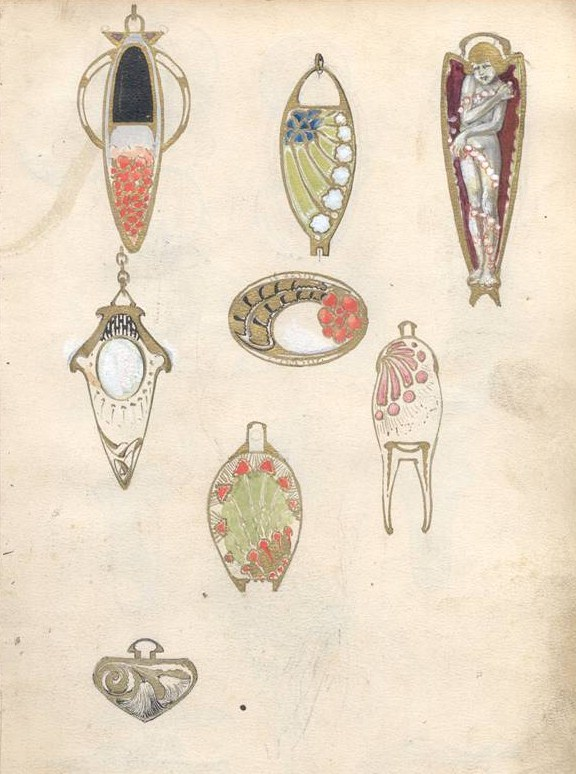
Jugendstil-Schmuckentwürfe aus dem Zeichenbuch Krautheimers, ca. 1903, Victor Mayer Archiv

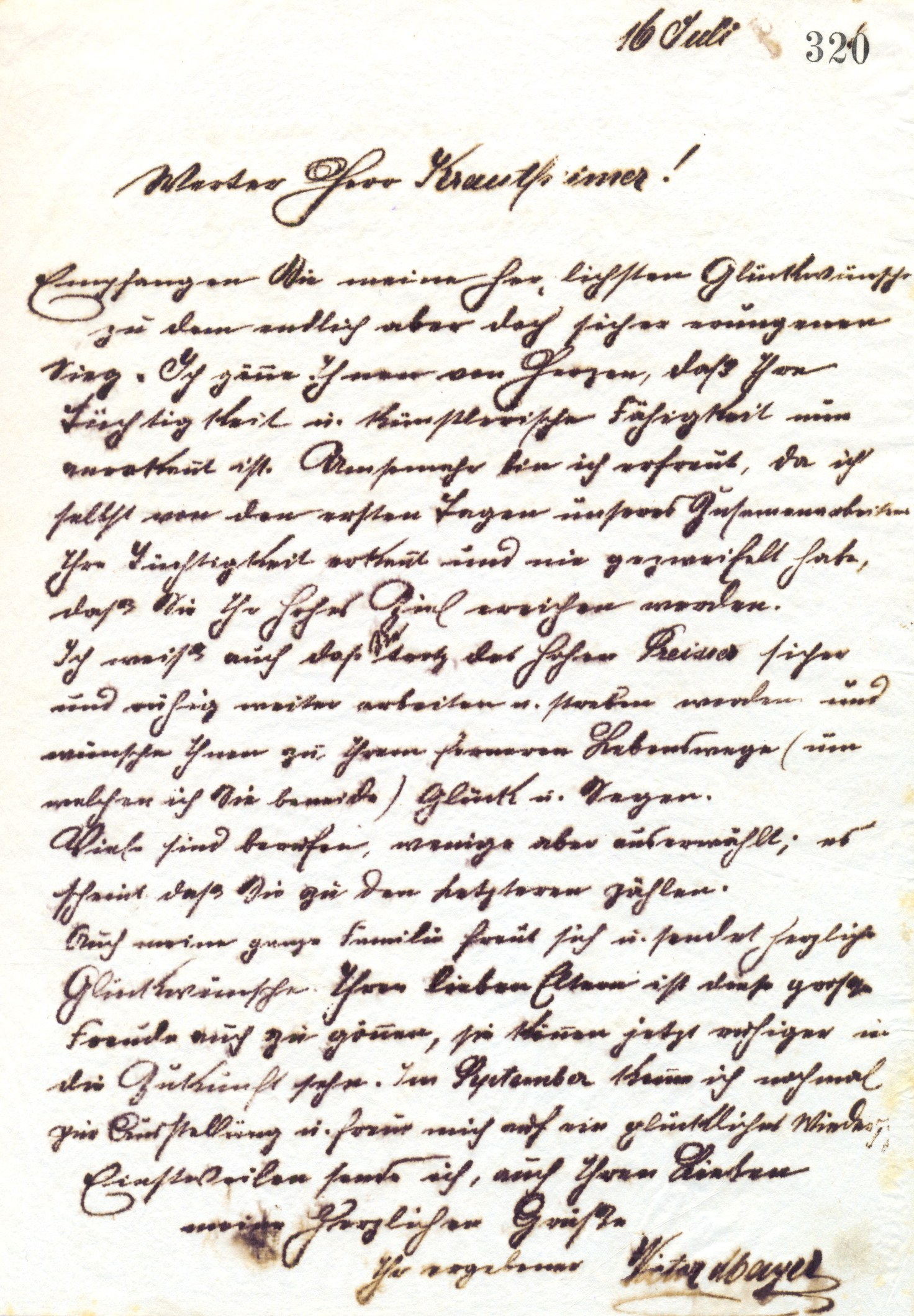
Victor Mayer gratuliert Anton Krautheimer zum Erhalt des Rom-Preises

Anton Krautheimer (* 18. Juni 1879 in München; † 18. Juli 1956 ebenda) war ein deutscher Bildhauer.

## Leben und Werk
Von 1900 an studierte Krautheimer an der Akademie der Bildenden Künste München bei Josef Eberle, Wilhelm von Rümann und Adolf von Hildebrand. Während seiner Studienzeit arbeitete er als Stahlgraveur und Schmuckentwurfszeichner für die Schmuckmanufaktur Victor Mayer in Pforzheim. Im dortigen Firmenarchiv haben sich Fotografien von Schmuck nach seinen Entwürfen, ein Zeichenbuch mit Jugendstil-Schmuckentwürfen und zahlreiche Kopien von Briefen Victor Mayers an ihn erhalten.
1908 erhielt er den Rompreis und machte sich 1909 als Bildhauer selbstständig. Von da an beschickte er die Münchner Sezessions- und Glaspalastausstellungen mit Statuen in Marmor, Bronze und Holz sowie mit Büsten und Kleinplastik. Noch heute finden sich viele seiner Werke im öffentlichen Raum, z. B. der Heraklesbrunnen auf dem Dom-Pedro-Platz in München, das Grabmal der Familie Lotz auf dem Friedhof in Berlin/Zehlendorf und die im Auftrag von Adolf von Hildebrand gefertigte Siegfriedfigur des Wormser Siegfriedbrunnens.

## Auszeichnungen
- 1908: Rompreis